# 조반니 바티스타 마르티니
조반니 바티스타 마르티니(Giovanni Battista Martini, 1706년 4월 24일 ~ 1784년 8월 3일)는 이탈리아의 작곡가이자 음악 이론가이다. 마르티니 신부님(Padre Martini) 이라고도 알려져 있다.

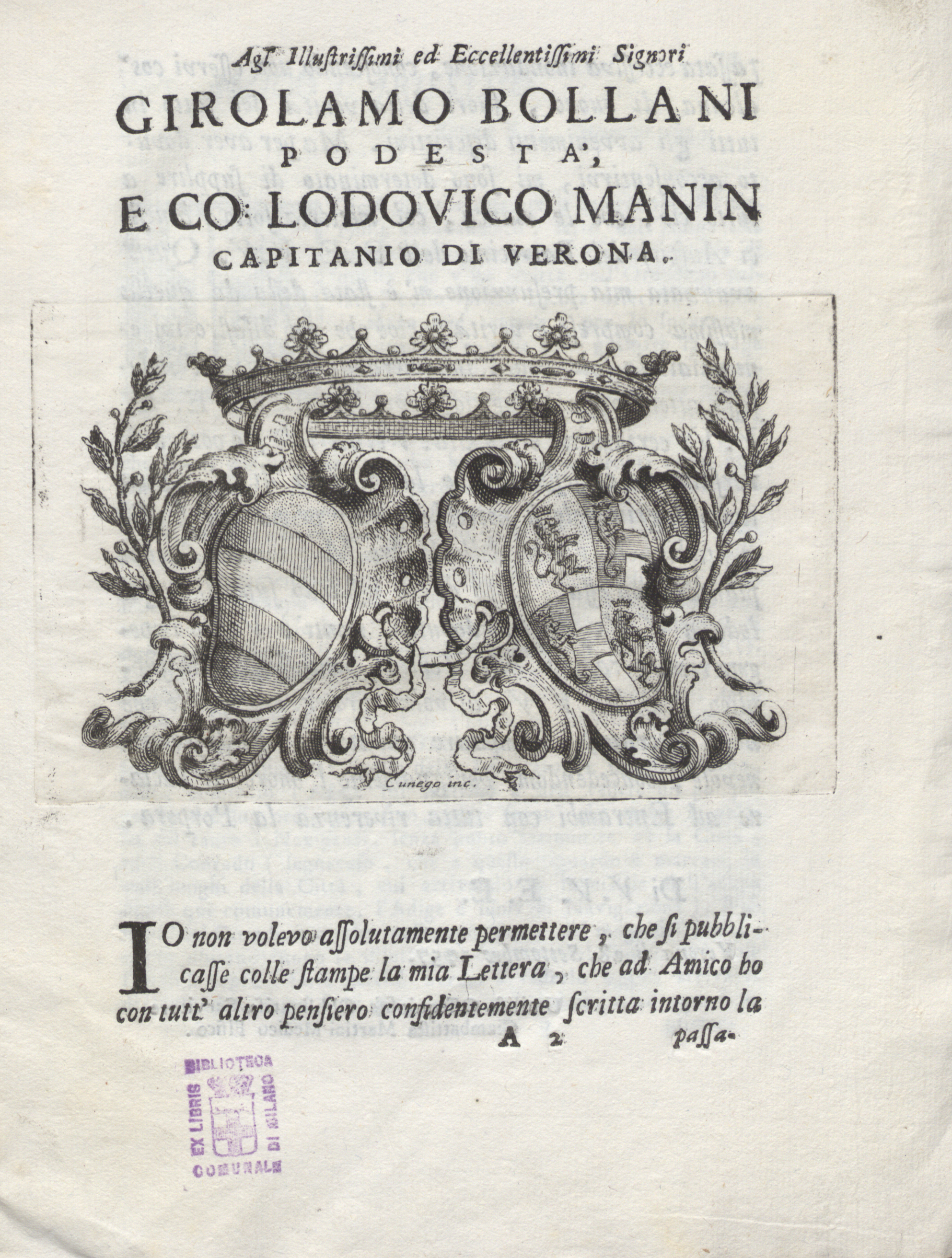
Lettera famigliare intorno l'inondazione di Verona (1757)

1721년 프란치스코회에 들어가 1725년 동 회 악장을 거쳐서 1729년 신부가 되었다. 푹스와 더불어 18세기 최대의 대위법의 대가이며, 요한 크리스티안 바흐·볼프강 아마데우스 모차르트 등의 대가를 배출하였다. 작품으로는 미사곡·오라토리오·소나타 등이 있으며, 음악사를 비롯하여 음악 이론에 관한 훌륭한 저서도 많이 남겼다. 저서로 《대위법 보례집》, 《음악》등이 있다.